# Kazunari Hosaka
Kazunari Hosaka (保坂 一成 Hosaka Kazunari?, nacido el 24 de marzo de 1983 en Fuchū, Tokio) es un exfutbolista japonés que se desempeñaba como centrocampista.

## Trayectoria

### Clubes
| Club            | País  | Año         |
| --------------- | ----- | ----------- |
| Ventforet Kofu  | Japón | 2005 - 2008 |
| Fagiano Okayama | Japón | 2009        |
| Ventforet Kofu  | Japón | 2010 - 2017 |
| Tokyo United FC | Japón | 2018 - 2020 |

## Estadística de carrera

### J. League
| Club            | Año   | J. League | J. League | Copa J. League | Copa J. League | Total | Total |
| Club            | Año   | Part.     | Goles     | Part.          | Goles          | Part. | Goles |
| --------------- | ----- | --------- | --------- | -------------- | -------------- | ----- | ----- |
| Ventforet Kofu  | 2005  | 1         | 0         | -              | -              | 1     | 0     |
| Ventforet Kofu  | 2006  | 8         | 1         | 4              | 0              | 12    | 1     |
| Ventforet Kofu  | 2007  | 6         | 3         | 5              | 0              | 11    | 3     |
| Ventforet Kofu  | 2008  | 11        | 0         | -              | -              | 11    | 0     |
| Fagiano Okayama | 2009  | 44        | 3         | -              | -              | 44    | 3     |
| Ventforet Kofu  | 2010  | 25        | 0         | -              | -              | 25    | 0     |
| Ventforet Kofu  | 2011  | 8         | 0         | 1              | 0              | 9     | 0     |
| Ventforet Kofu  | 2012  | 24        | 1         | -              | -              | 24    | 1     |
| Ventforet Kofu  | 2013  | 22        | 1         | 4              | 0              | 26    | 1     |
| Ventforet Kofu  | 2014  | 8         | 1         | 2              | 0              | 10    | 1     |
| Ventforet Kofu  | 2015  | 8         | 1         | 5              | 0              | 13    | 1     |
| Ventforet Kofu  | 2016  | 21        | 1         | 1              | 0              | 22    | 1     |
| Ventforet Kofu  | 2017  | 1         | 0         | 6              | 1              | 7     | 1     |
| Total           | Total | 187       | 12        | 28             | 1              | 215   | 13    |

## Palmarés

### Títulos nacionales
| Título    | Club           | País  | Año  |
| --------- | -------------- | ----- | ---- |
| J2 League | Ventforet Kofu | Japón | 2012 |